# Finn Lynge
Finn Lynge (ur. 2 kwietnia 1933 r. w Nuuk (Grenlandia), zm. 4 kwietnia 2014 r.) – grenlandzki polityk, działacz na rzecz praw ludności tubylczej, kapłan i urzędnik państwowy. W latach 1979-84 jedyny poseł do Parlamentu Europejskiego z Grenlandii.

## Życiorys
F. Lynge urodził się i dorastał w Nuuk (Grenlandia). Jako nastolatek przeprowadził się wraz z rodzicami do Danii, tam ukończył szkołę średnią (1951 r.). 
Studiował na Uniwersytecie Kopenhaskim. Służył w wojsku w Minneapolis (Minnesota)(1963-64 r.). Przez kilka lat pełnił funkcję kapłana w Danii i Grenlandii, jednak zrezygnował z niej na rzecz małżeństwa. Następnie F. Lynge pracował dla duńskiego Ministerstwa Spraw Zagranicznych i Rządu Grenlandii.
W latach 1979-84 był posłem do Parlamentu Europejskiego. Jego kadencja zakończyła się z chwilą wystąpienia Grenlandii z Unii Europejskiej. W latach 1987–1994 był konsultantem w duńskim Ministerstwie Spraw Zagranicznych. 
W latach 1998–2003 obejmował stanowisko doradcy Rządu Grenlandii w Kopenhadze. W latach 2000–2003 był członkiem Grenlandzkiej Komisji Samorządowej. 
Od 2001 roku był również członkiem Duńskiego Stowarzyszenia Polityków Zagranicznych. W 2003 r. w wieku 70 lat przeszedł na emeryturę.
27 września 2013 r. otrzymał tytuł doktora honoris causa Uniwersytetu Grenlandzkiego. 
Zmarł 4 kwietnia 2014 r.

## Funkcje pełnione w Parlamencie Europejskim
Członek Komisji Rolnictwa (1979-1981, 1982-84) 
Członek Komisji Ochrony Środowiska Naturalnego, Zdrowia Publicznego i Ochrony Konsumentów (1981-82)
Członek Komisji Praw Obywatelskich (1984)